# 十誡 (映画)
『十誡』（じっかい、The Ten Commandments）は、1923年製作のアメリカ合衆国の映画。監督はセシル・B・デミル。
映画は2部構成となっており、第1部で旧約聖書の物語を、第2部は現代の物語を描く。それまできわどい男女関係を描いた豪華な社交界劇でヒットを続けていたデミルは、その作品が良俗に反するという批判的な世論が高まると見るや、180度転回してこの作品を作り、一転豪華スペクタクルの巨匠としての歩みを始めることになった。
デミルは、1956年にこの映画の第1部をリメイクしている。チャールトン・ヘストンがモーゼを演じた『十戒』である。

## ストーリー
第1部はモーゼがイスラエルの民を連れてエジプトを脱出、シナイ山で十戒を受けるというキリスト教圏では馴染みのあるお話である。モーゼを演じたのはセオドア・ロバーツ。彼の留守中に偶像を崇拝、歓楽に溺れる町を滅ぼす原因となる妹・ミリアムをエステラ・テイラーが演じている。
第2部の現代篇はこの旧約聖書の物語を母親が2人の息子に読んで聞かせたという形で始まる。真面目人間に成長した兄ジョンに対し、金儲けのためには不正も辞さぬ弟ダンは聖書を信じていない。ある日家も食べ物もなく店の店員に追いかけられたメアリーという女が二人の家へ飛び込んでくる。兄と弟は同時に恋に落ちプロポーズをするがメアリーはダンを選び二人で家を出て行く。
その四年後、ダンは建設会社として成功を収めていたものの、実は建設資材の中抜きなどで不正に儲けたものだった。対してジョンはまじめに働き大会社ではないもののコツコツと建設関係の道を歩柄でいた。ある日ジョンは母親からダン夫妻へプレゼントするための肖像画を持ちダン夫妻の元へ訪れる。迷惑に思う夫妻。ダンは新しく建設する教会の現場主任者をお願いしジョンも快く引き受ける。
ダンは同僚から紹介されたフランスとインドのハーフの女性に恋に落ちるがそれは不倫でありメアリーはその現場を教会の建設現場で目撃してしまう。メアリーは呆然とし足場が崩れジョンと思わず抱き合う。足場が崩れたことを不思議に思うジョンは資材を調べると明らかにコンクリートの配合をごまかし「12:1」になっていることに気付く。ジョンはダンを問い詰めるものの「こうでもしなければ儲からないんだ」とダンは居直る。ちょうど教会の施工と聞きつけダンの元へ訪れていた母親は崩れてきた教会の壁に埋まってしまう。死の直前母親はダンの幼い時の髪の毛が治められたペンダントを渡しながら「私が教えたのは神への恐ればかりだったわ。愛こそが何よりも大事なのに」と伝えて息を引き取る。ダンはがれきの一部が「盗んではならない」と書かれた石板の幻影を見る。
雑誌社に建設のスキャンダルを暴かれそうになり金欠に陥ったダンは浮気相手に金を借りに行くが「もう金はないわよ」とあっさりあしらわれる。かつてプレゼントした真珠のネックレスを強引に奪い射殺するがその浮気相手はライ病(原文ﾏﾏ)でモロカイ島で隔離されていて脱出し地元警察が躍起になって探している女だった。女は「あなたもライ病でそう長くないわよ」と言い残し死ぬ。ダンは拳銃を浮気相手に握らせ偽装を図るがあっさり警察に見破られる。家に戻って全ての事情をメアリーへ話すが浮気やライ病がうつるといって触ろうともしない。放っておいた母親の肖像画も石板に変わり「殺してはならない」との幻影をまたもや見る。やがて警察が家へやってくるがダンは逃げ、暴風雨の中モーターボートに乗ってメキシコを目指す。ボートが故障し修理している間に海に投げ出され島の断崖とボートとの間に挟まれてダンは死ぬ。一方メアリーはライ病で手がおかしくなっていると疑心暗鬼になり、死を求めるようになる。かつてジョンから貰って大事にドライフラワーとなった花を「Good by」と書いた紙に包みジョンの家へ投げ入れて逃亡を試みるがジョンは「手は悪くなっていない。それは心の弱さだ」と諭す。
ここで過去編に戻り、ライ病になったモーゼの妹を光によってキリストが治す場面となる。再び現在編に戻り、光がメアリーを照らしライ病と心の病を治す。そして外は雨も上がるのだった。

## エピソード
- 特にモーゼ一行がエジプトを脱出して紅海に達すると、海面が2つに分かれて彼らを通らせ、追ってきたエジプト軍が渡ろうとすると海面が元に戻り全軍を溺れさせるシーンは黒白版から色彩版に変わるのは2色式テクニカラーの最初の使用例の1つである。
- 古代篇のエキストラは3千人と数千頭の家畜を動員して撮影した。
- 紅海が2つに割れるシーンは、2つにわけた青いゼラチンを熱して溶け始めたところを撮影した。それを逆回しにして、集団を合成したものである。
- エジプト脱出のシーンで一人乗り2輪馬車の転倒は実際に起こった事故で、予定していなかったものである。約60人の負傷者が出たが、傷に包帯を巻いて撮影に臨んだ。
- プロローグのエジプトのシーンは、本物で非常に巨大な建造物を造っている。D・W・グリフィスの『イントレランス』より実際にも壮大なセットで、よく比較される。
- 史上初めて斜めパンという技術を用いた作品であり、右手でクランク、左手でパニング、三脚の一本に脚をかけてカメラを持ち上げたのは撮影助手を務めたヘンリー小谷という[1]。

## 関連事項
- 十戒 (映画) （1956年）